# 维克托·达西
维克托·达西（英語：Victor d'Arcy，1887年6月30日—1961年3月12日），英国男子田径运动员，主攻短跑。他曾代表英国参加1912年和1920年夏季奥林匹克运动会田径比赛，其中1912年奥运会获得一枚金牌。